# Tea Stjärne
Tea Aurora Inez Jacobsdotter Stjärne (født 31. juli 2001) er en svensk skuespillerinde. Hun startede sin karriere som barneskuespiller og fik debut i julekalenderen Tyvenes jul fra 2011.
Stjärne har også haft en af hovedrollerne i Netflix-serien Barracuda Queens.

## Filmografi
- Tyvenes jul (julekalender, 2011)
- Bamse og Tyvenes by (animationsfilm, 2014)
- Tyvenes jul - Troldmandens datter (2014)
- Bamse og heksens datter (animationsfilm, 2016)
- Bamse og kraftklokkerne (animationsfilm, 2018)
- Sune vs Sune (2018)
- Sune - Best Man (2019)
- Sune - Mission Midsommer (2021)
- Barracuda Queens (tv-serie, 2023)